# 陸軍元帥
陸軍元帥（りくぐんげんすい、Field marshal、Field-marshal、FM）とは将校より上位の陸軍の階級のことである。陸軍で最高位の階級で、少数の人が任命される。多くの国の軍隊では5つ星ランク（Five-ster rank、OF-10）と見なされる。陸軍元帥に昇級するには並外れた軍事的功績が必要である。

## 国別の陸軍元帥の階級

アフガニスタン軍の記章

### アフガニスタン
ムハンマド・カシム・ファヒムは2002年6月から2004年12月まで、アフガニスタンの政治家であった。2001年9月から2004年12月までの間、アフガニスタン暫定政権の下で国防大臣も務めた。

### アメリカ
アメリカにおいては陸軍元帥の階級は存在していないが、マッカーサーは特例でフィリピン軍陸軍元帥を任命された、

### イギリス
イギリスでは、陸軍元帥が存在している。

### インド
インドでは過去に2人、陸軍元帥が存在したが、現在、存在していない（階級自体は存在）

### ウガンダ
ウガンダには陸軍元帥は存在した。

### エジプト
エジプトには9人の陸軍元帥がいたが、現在生きているのは2人である。

### オーストラリア

アレクサンドロス・パパゴスの記章（ギリシャ）

- ウィリアム・バードウッド (en)  -（1865年-1951年）インド生まれ、初の陸軍元帥で1925年3月に任命。
- ジョージ6世 - 1938年にオーストラリア陸軍元帥 (en) も兼ねた。
- トーマス・ブレイミー (en)  - 1884年オーストラリア・ニューサウスウェールズ生まれ、1950年に任命、翌51年5月27日に没した。
- エディンバラ公フィリップ王子 - 1954年よりオーストラリア元帥も兼ねていた。

### ギリシャ
過去に階級として存在していたが、現在（1974年以降）のギリシャには存在しない。

### タイ
王立タイ陸軍に存在していたが、現在は存在しない。

### 中国
中国の帝国統治時代、多くの王朝が将軍に対し、様々な称号を与えた。司馬という軍事を担当している閣僚は陸軍元帥となった。軍部は10人の司令官を陸軍元帥に昇級させたのち、1965年に陸軍元帥という階級を廃止した。

### トルコ
トルコには存在していたが、昇級したのは2人のみである。

### スリランカ
スリランカの最高位として存在する。

### セルビアとユーゴスラビア
セルビアとユーゴスラビアにおいても旧日本陸軍同様、名誉階級として存在した。

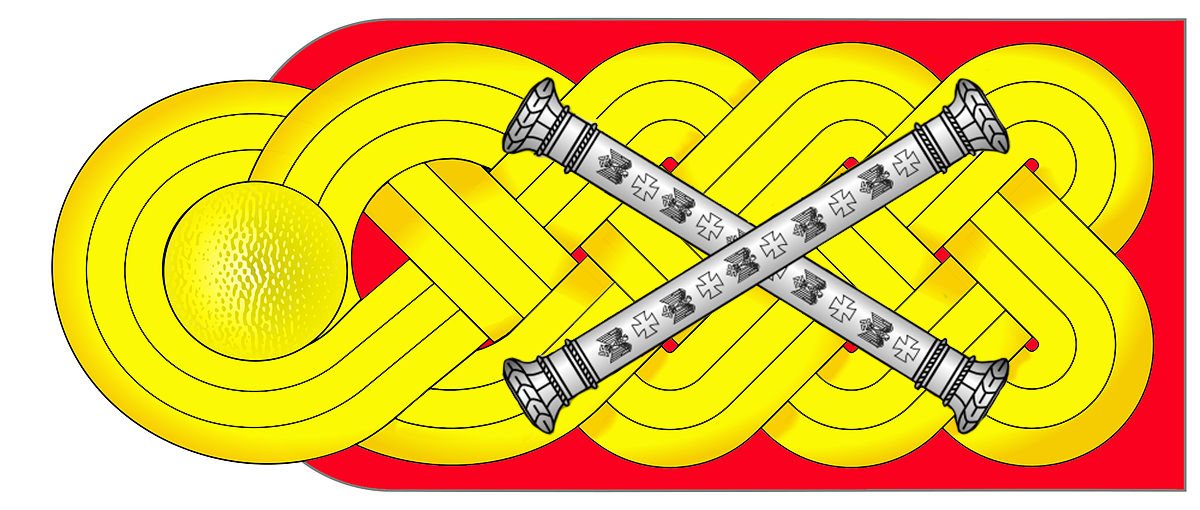
陸軍元帥記章（ドイツ）

### ドイツ語圏
ドイツ語圏では1806年まで陸軍元帥が存在した。

### 日本
旧日本陸軍で、陸軍元帥は名誉階級として存在した。

### パキスタン
アユブカーンがパキスタン史上唯一の陸軍元帥だった。

### フィリピン
マッカーサーアメリカ陸軍将軍がフィリピン史上唯一の陸軍元帥だった。

### フィンランド
フィンランドにおいて、陸軍元帥は正式な階級として存在せず、旧日本陸軍同様、名誉階級として存在した。

### ブラジル
ブラジルが1822年にポルトガルから独立した時、ポルトガルの階級がブラジルでもそのまま使われた。現在、ブラジルにおいて陸軍元帥を任命されるには戦時である必要がある。また、ブラジル空軍には空軍元帥という同様の階級がある。

### フランス
フランス軍では1848年以降、陸軍元帥が最高位として存在した。（旧日本陸軍同様、名誉階級）

### ポルトガル
ポルトガルでは旧日本陸軍同様、名誉階級として存在する。

### リビア
リビアでは2016年にハリファハフタ―ルが初の陸軍元帥の称号を得た。

### ルーマニア
ルーマニアでは国防最高評議会で承認された将軍または提督のみに与えられる。